# Gmina Krzywcza
Die Gmina Krzywcza ist eine Landgemeinde im Powiat Przemyski der Woiwodschaft Karpatenvorland in Polen. Ihr Sitz ist das gleichnamige Dorf.

## Gliederung
Zur Landgemeinde (gmina wiejska) Krzywcza gehören folgende zehn Dörfer mit einem Schulzenamt:
Babice
Bachów
Chyrzyna
Krzywcza
Kupna
Reczpol
Ruszelczyce
Skopów
Średnia
Wola Krzywiecka